# Udvarhelyi Miklós

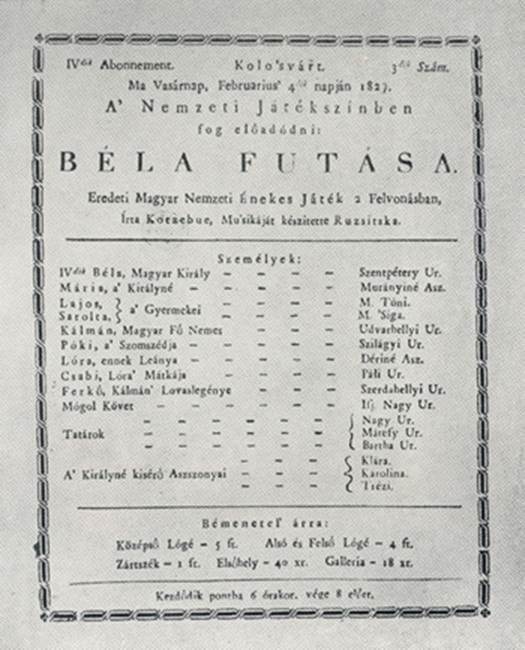
Az első magyar opera színlapja

Agyagfalvi Udvarhelyi Miklós (Tiszaabád, 1792. november 29. (keresztelés) – Pest, 1864. január 14.) magyar színész, színházigazgató, rendező, énekes, önéletrajzíró.

## Élete
Udvarhelyi Miklós és Trencsény Sára fiaként született, apja tanító és segédlelkész volt. Debrecenben végezte a kollégiumot, azután papi pályára készült. Itt egyszer színielőadást látott és ez annyira elbűvölte, hogy aztán minden szabad idejét a szinház körül töltötte, sőt a súgólyukba is bekéredzkedett, hogy onnan láthassa az előadást. S addig nézte-nézte az előadásokat, hogy 1808-ban maga is beállott a debreceni társulathoz és így lett belőle az egyház papja helyett Thália papja, szülei nagy szomorúságára. 1810-ben lépett először színpadra Gulácsy Antal szabolcsi földbirtokos biztatására, az Eső után napfény süt c. németből fordított darabban. Pályája kezdetén sok nehézséggel kellett megküzdenie. Ő azonban fáradhatatlanul tanult, sőt még arra is szakított időt, hogy másokat tanítson, ő tanította Kántornét, majd Szentpéteryt, Juhász Júlia debreceni színésznőt, akit 1812-ben feleségül is vett.
1815-ben Pestre ment, ahol Lánggal együtt igazgatott egy társaságot, amely a rondellában játszott, gróf Ráday városi színházi igazgató (későbbi intendáns apja) segélyezése mellett. Ezután ismét vidékre ment s vidéki vándorlásai alatt nemesszívű mecénások: dr. Sándorffy (Nagyvárad) és Kállay Miklós (Kálló) voltak hathatós támogatói. 1827-ben három évre a kolozsvári színház országos igazgatója lett, s mint ilyen megszervezte az első magyar operatársulatot, s Ruzsitska József katonakarmesterrel megíratta az első magyar operát, a Béla futását.
Társulatával bejárta Magyarország déli részét, 1827-ben Pesten is vendégszerepeltek a városi német színházban. Később ismét vidéki társulatok tagja lett, majd 1835-ben a budai játékszín, majd 1838-ban a pesti Nemzeti Színház tagja lett, ahol 1858. június 14-én ülte meg ötvenéves színészi jubileumát.
Pályatársai úgy tekintettek rá, mint a magyar színészet élő krónikájára, aki látta a magyar színészetet csemetekorában, aki látta annak lassú növését, Iombosodását, virágait és gyümölcseit, s aki a lombossá fejlődött fa árnyékában meg is pihent. Csengő hangja, erőteljes, festői alakja, melyre a lovagkori jelmezek oly jól illettek, sok szerepben meleg sikert hoztak neki. A színház legtiszteltebb tagjai közé tartozott. Nem volt lángelme, de tanulással, szorgalommal, becsülettel állotta meg mindig a helyét. Páratlan becsületessége valamennyi pályatársa szeretetét és becsülését szerezte meg számára.
Mint a Nemzeti Színház nyugdíjas tagja, hosszas betegség után, 1864. január 14-én halt meg, Pesten. Haláláról beszámolt a Vasárnapi Ujság. Sírja a Kerepesi úti temetőben található 18, N/A, 2, 2 és 2004-től védett.

## Főbb szerepei
- Ruzitska József: Béla futása – Kálmán
- Katona József: Bánk bán – Mikhál[9]
- Ferdinand Hérold: Zampa – Zampa
- Gioachino Rossini: A sevillai borbély – Basilio
- Shakespeare: Lear király – Gloster
- Dumanoir–D'Ennery: Tamás bátya kunyhója – Tamás